# Wurm Online
Wurm Online är ett fantasy-MMO av det svenska spelföretaget Code Club AB. Spelet går ut på att förändra villkoren i spelvärlden genom att bland annat gräva, hugga ned träd och uppföra olika slags byggnader. Wurm Unlimited släpptes på steam den 21 oktober 2015